# ستويتشوفتسي
ستويتشوفتسي (بالبلغارية: Стойчовци)‏ قرية تقع إدارياً ضمن بلدية غابروفو ‏ في بلغاريا. ويبلغ عدد سكانها 19 نسمة حسب تعداد 15 مارس 2015. تعتمد ستويتشوفتسي للبريد على الرمز البريدي 5343.